# Nova Sport
Nova Sport es un canal de televisión privado de Bulgaria, perteneciente a Nova Broadcasting Group. Se trata de un canal deportivo.

## Historia
El canal inició emisiones el 30 de abril de 2010, reemplazando al canal musical MM. El canal se creó inspirándose en el canal V Sport.
Desde el 29 de julio de 2013, el canal emite en HD, reemplazando a Nova Premier League HD, que se trataba de un canal lanzado el 2 de abril de 2012, emitiendo los partidos de la Premier League.

## Programación
- Premier League
- English Football League Championship
- FA Cup
- Copa de la Liga (Inglaterra)
- Ligue 1
- Copa de la Liga de Francia
- Copa de Alemania
- Liga de Naciones de la UEFA
- Liga ACB
- Copa del Rey de Baloncesto
- Copa del Rey
- VTB United League
- Copa Davis